# سفرهای استانی دولت چهاردهم
این فهرست سفرهای استانی مسعود پزشکیان، رئیس جمهور فعلیست که در طول ریاست جمهوری رفته است.

## فهرست
| تعداد سفرها | استان             | تاریخ            | استاندار              | منبع  |
| ----------- | ----------------- | ---------------- | --------------------- | ----- |
| ۱           | سیستان و بلوچستان | ۱ آذر ۱۴۰۳       | منصور بیجار           | [ ۱ ] |
| ۲           | خراسان شمالی      | ۵ دی ۱۴۰۳        | بهمن نوری             | [ ۲ ] |
| ۳           | خوزستان           | ۳ بهمن ۱۴۰۳      | سید محمدرضا موالی‌زاده | [ ۳ ] |
| ۴           | بوشهر             | ۲۴ بهمن ۱۴۰۳     | ارسلان زارع           | [ ۴ ] |
| ۵           | کرمانشاه          | ۲۴ اردیبهشت ۱۴۰۴ | منوچهر حبیبی          | [ ۵ ] |
| ۶           | ایلام             | ۲۱ خرداد ۱۴۰۴    | احمد کرمی             | [ ۶ ] |